# Athanase Hyacinthe Bouvet de Lozier
Pour les articles homonymes, voir Bouvet de Lozier, Bouvet et Lozier (homonymie).
Athanase Hyacinthe Bouvet de Lozier est un général français. Né à Paris le 20 juillet 1770, il est mort à Fontainebleau le 31 janvier 1825.

## Biographie
Fils de Jean-Baptiste Charles Bouvet de Lozier et de Marie Madeleine de Léaumont Hyacinthe, après avoir émigré au début de la Révolution française, il sert dans l'armée du prince de Condé puis dans les troupes royales en Vendée. Il est alors impliqué dans l'affaire Cadoudal dont l'objet était de renverser le gouvernement consulaire. Passant aux aveux, il compromet Moreau et est condamné à mort. Il échappe à la peine capitale grâce à l'épouse de Joachim Murat et est déporté. En 1813, il parvient à s'échapper. Louis XVIII l'accueille alors à Londres. 
En 1814, il est nommé gouverneur de l'île Bourbon et reprend possession de l'île le 6 avril 1815 lors d'une cérémonie. Il parvient à éviter que les Anglais ne s'en emparent lors des Cent-Jours. Pendant sa gouvernance, il renvoie ou fait prisonnier tout officier civil et militaire dont la fidélité lui sera suspecte et promulgue la loi du 8 mai 1816 abolissant le divorce le 28  avril 1817.
Il est rappelé en France, le 30 juin 1817,  pour s'expliquer sur ses actes arbitraires pendant son gouvernement et se défend avec succès.
Il meurt lors d'un duel à Fontainebleau le 31 janvier 1825.

## Œuvres
- Mémoire du général Cte de Bouvet sur son administration de l'île de Bourbon pendant les années 1815, 1816 et 1817, Paris, J.-G. Dentu, décembre 1819 (OCLC 1176718607, BNF 30150698, lire en ligne)